# Tryumf pana Kleksa (film)
Tryumf pana Kleksa – polsko-szwedzko-irlandzki film fabularny, zrealizowany jako połączenie filmu aktorskiego i animowanego z 2001 roku. Była to czwarta część z serii filmów o panu Kleksie, wyreżyserowana przez Krzysztofa Gradowskiego. Scenariusz powstał na motywach trzeciej powieści o panu Kleksie, autorstwa Jana Brzechwy. W przeciwieństwie do poprzednich filmów, Piotr Fronczewski w roli Kleksa zagrał tylko głosowo, ponieważ jego postać występuje wyłącznie w animowanej rysunkowo części filmu.
Zdjęcia aktorskie zakończono w grudniu 1998, natomiast animację w sierpniu 1999 roku. Film doczekał się premiery kinowej 12 października 2001 roku. Narratorem w filmie był Paweł Hartlieb. Animacji filmu dokonało 28 osób.
Film został wydany na VHS i DVD.
W 2020 roku film został poddany cyfrowej rekonstrukcji i udostępniony na platformie 35mm.online.

## Fabuła
Tomek Miłowski jest rysownikiem komiksów w piśmie „Świat Fantazji”. Pewnego dnia redaktor Gryl każe mu narysować coś weselszego, w przeciwnym razie Miłowski zostanie wyrzucony z pracy. Po powrocie do domu Tomek na widok animowanego kolibra rysuje komiks, w który opowiada o perypetiach ulubionego bohatera z jego dzieciństwa, profesora Ambrożego Kleksa. Uczniowie Akademii pana Kleksa kończą ją z wyróżnieniem, zaś on sam udaje się na wyspę Alamakota celem odwiedzin swego przyjaciela, kustosza muzeum zepsutych zegarków Cyferblata.
Adaś Niezgódka, jeden z absolwentów akademii, wraca do domu i odkrywa zniknięcie swych rodziców. Adaś postanawia wraz z dozorcą Weronikiem dotrzeć do Kleksa, a mieszkanie zostawia kotu Hieronimowi. Ten dowiaduje się, że arcywróg pana Kleksa – Alojzy Bąbel stworzył mechanicznego sobowtóra Weronika. Dołącza do Adasia w biurze podróży „Błękitna Laguna”. Jego dyrektor, Dudek przestrzega ich przed grasującym na okolicznych wodach rozbójniku Rosolniku. Wraz z hodowcą róż Lewkonikiem i jego córkami potrzebującymi upiększającego soku gungo, udają się wszyscy do Alamakoty na okręcie „Płetwy Rekina”. 
W świecie rzeczywistym redaktor Gryl, zadowolony z dzieła Tomka, postanawia wydać je w odcinkach. Tomek po nieudanym zaproszeniu na kawę swej koleżanki z pracy – Agaty wymyśla dalszy ciąg. Alojzy Bąbel przenika do świata rzeczywistego, nie chcąc ukończenia komiksu, m.in. kradnie mapę wysp archipelagu Alamakota. Jego niecne plany zostają pokrzyżowane. W Alamakocie Bąbel podszywa się pod Cyferblata i więzi bohaterów w Muszli Czasu, a sobowtóra Weronika wyrzuca na złom. Jednak Tomek choruje podczas Bożego Narodzenia i uniemożliwia mu to prace nad komiksem. Zmotywowany przez Agatę wprowadza do historii pana Kleksa, który uwalnia prawdziwego Cyferblata i ratuje Adasia, Hieronima i Lewkoników.
Z okazji Święta Królewskiego Koguta odbywa się Wielki Kongres Ptaków. Delegatka z wyspy Multiflora, papuga Da Capo opowiada jak Alojzy Bąbel podbił wyspę i mianował się jej gubernatorem. Sobowtór Weronika się ujawnia i ostrzega Adasia przed planem Bąbla wrabiającym Kleksa w kradzież czasu i zmuszającym go do występowania w reklamach. Na audiencji króla Alamakota – Kukuryka Lewkonikowi zostaje udostępniony ogród, na którym rosną owoce gungo. Król oznajmia, że celem poprawy gospodarki zatrudniono jako specjalistę od reklamy Bąbla podszywającego się pod admirała. Adaś demaskuje Bąbla, który znów ucieka.
Pan Kleks i Adaś nocą wybierają się na wyspę Multiflora. Po drodze odwiedzają Ministerstwo Pogody, by zapewnić odpowiednie warunki pogodowe. Bąbel ukradkiem tworzy cyklon. Gdy w świecie rzeczywistym Agata słyszy szum morza w mieszkaniu Tomka, ten włącza siebie do opowieści i w porę ostrzega Kleksa. Pojawia się kolejne zagrożenie w postaci bandy Rosolnika. Ten żali się Kleksowi o tym, że nie poświęcono mu ani jednego utworu. Adaś wyprowadza go z błędu mówiąc o piosence dyrektora Dudka. Wdzięczny rozbójnik pomaga odeprzeć ciastowy atak Bąbla. Docierają na Multiflorę, gdzie przetrzymywany jest prawdziwy Weronik. Wyjaśnia, że rodzice Adasia tak naprawdę wyjechali posprzątać domek letniskowy i Weronik miał przekazać wiadomość, lecz został porwany.
Zwiedzają laboratorium Bąbla, gdzie opracowywał materializację odbić lustrzanych i tworzenie sobowtórów Kleksa. Wpadają w pułapkę Bąbla, którego ostatecznie pokonuje pan Kleks. Wróciwszy na Alamakotę pan Kleks i Adaś są witani jako bohaterowie. Ogłasza się zaręczyny Adasia z Rezedą, jedną z córek Lewkonika oraz królewskich z ogrodnikami z pozostały córkami. W świecie rzeczywistym Tomek oświadcza się Agacie i też od pana Kleksa przepustkę do świata bajek – Magiczny Modem. Nieopodal zakochanych, siedzi Alojzy Bąbel, czytający „Świat Fantazji”, co może sugerować, że nie został ostatecznie zwyciężony.

## Obsada aktorska
- Jarosław Jakimowicz – Tomek Miłkowski
- Piotr Fronczewski – profesor Ambroży Kleks (głos)
- Jan Skrobek-Kiełczewski – Adaś Niezgódka (głos)
- Zbigniew Buczkowski – Alojzy Bąbel
- Robert Rozmus –
  - kot Hieronim (głos),
  - minister Prognoziński (głos),
  - dyrektor Dudek (głos),
  - doręczyciel
- Jerzy Bończak –
  - dozorca Weronik,
  - sobowtór dozorcy Weronika (głos)
- Krzysztof Kołbasiuk – Anemon Lewkonik (głos)
- Karina Kunkiewicz –
  - Róża Lewkonik (głos),
  - Papuga Da Capo (głos),
  - wróżka (głos),
  - Amanda (głos),
  - sekretarka redaktora Gryla (głos)
- Alicja Gradowska – Agata
- Ireneusz Kaskiewicz –
  - redaktor Gryl,
  - rozbójnik Rosolnik (głos)
- Mariusz Czajka –
  - król Kukuryk (głos),
  - st. kurnikowy Piętka (głos),
  - sternik (głos),
  - fregata (głos),
  - okręt #2 (głos)
- Ryszard Nawrocki – Kajetan Cyferblat (głos)
- Włodzimierz Press – magister Butafor (głos)
- Zbigniew Suszyński –
  - kapitan Sebastian Bolero (głos),
  - jeden z piratów (głos)
- Jacek Jarosz –
  - kapitan Sebastian Bolero (śpiew),
  - oficer #1 (głos),
  - oficer #2,
  - okręt #1
- Mieczysław Gajda – minister dworu Trąbatron I (głos)
- Mariusz Leszczyński – kapitan Kwaternosteru (głos)
- Dariusz Błażejewski
- Kazimierz Wysota
- Witold Wysota
- Cynthia Kaszyńska
- Józef Mika
- Beata Łuczak
- Anna Apostolakis-Gluzińska
- Elżbieta Piekacz
- Mirosława Niemczyk
- Marek Bocianiak

## Piosenki w filmie
- „Lot Balonem” – Beata Wyrąbkiewicz, Piotr Fronczewski & Fasolinki
- „Kto pokona Rosolnika” – Robert Rozmus
- „Pięć córek Lewkonika” – Mariusz Mielczarek
- „Na pokładzie Płetwy Rekina” – Jacek Jarosz & chór męski
- „Piosenka Bąbla” – Zbigniew Buczkowski
- „Marsz walecznych kogutów” – Robert Rozmus & chór męski
- „Ballada kurnikowa” – Hanna Śleszyńska & Fasolinki
- „W instytucie Spraw zmyślonych” – Piotr Fronczewski & Fasolinki
- „Kara-Kara” – Fasolinki
- „Ministerstwo pogody” – Piotr Fronczewski